# John William Cooke
John William Cooke (La Plata, 14 novembre 1919 – Buenos Aires, 19 septembre 1968) est un avocat et homme politique argentin, chef de l'aile gauche du péronisme jusqu'à sa mort.
Le président Juan Domingo Perón le désigne comme chef du Mouvement National Justicialiste après le coup civico-militaire appelé Révolution libératrice de 1955.

## Biographie
Cooke est né à La Plata, dans une famille de tradition politique. Il milite durant ses années universitaires, tandis qu'il étudiait le droit à l'Université nationale de La Plata.
Il parvient à devenir avocat en 1943 et est élu député pour le péronisme à 25 ans seulement pour la période 1946-1952. Cooke considère que le péronisme devait se transformer en un mouvement révolutionnaire, et il critique la dénommée bureaucratie syndicale, bras fort du péronisme orthodoxe, qui a pris de l'ampleur entre 1946 et 1955. Au Congrès, il est Président de la Commission des Affaires Constitutionnelles de la Chambre des Députés, de la Commission Rédactrice du Code Aéronautique et de la Commission de Protection des Droits Intellectuels.
Au début de l'année 1951, et à la demande d'Eva Perón, le président décide de la fermeture du journal La Prensa. Le quotidien appartient à la grande famille propriétaire des Gainza-Paz, et leur critique des politiques de Perón remonte à ses débuts en tant que Secrétaire du Travail du gouvernement de Edelmiro Farrell. Cooke, dans son rôle de député, est choisi par Perón pour défendre au Congrès la fermeture de la Prensa. Dans son discours, il accuse le quotidien d'être le porte-voix d'une grande coalition oligarchique des propriétaires terriens, des chefs d'entreprise du Port de Buenos Aires et de la United Fruit Company, qui conspire pour réaliser un putsch contre le gouvernement.
Le ton anti-impérialiste du discours de Cooke amène le péroniste orthodoxe Raúl Apold à l'accuser de communisme.
Dans le milieu universitaire, il est professeur titulaire d'Économie Politique à la Faculté de Droit et de Sciences Sociales de l'Université de Buenos Aires entre 1946 et 1955.
Après 1955, lorsque Juan Perón doit s'exiler à cause de la Révolution libératrice, il désigne Cooke comme son représentant en Argentine et principal chef de la résistance péroniste entre 1955 et 1959 (date à laquelle Cooke doit s'exiler à Cuba).
Le 20 septembre, il est arrêté dans la maison de son ami José María Rosa. Malgré son emprisonnement jusqu'en mars 1957, il participe activement à l'organisation des divers groupes de la “Résistance péroniste”. En mars 1957, Cooke s'enfuit de la prison de Río Gallegos, en compagnie d'autres détenus péronistes, Jorge Antonio, Héctor José Cámpora, José Espejo, et s'installe au Chili.
John William Cooke est mort d'un cancer en 1968 à l'Hôpital de Buenos Aires. Le 26 septembre 2014, ses cendres ont été dispersées dans le Río de la Plata, selon sa volonté.
Une rue de Buenos Aires porte son nom.